# 37.
◄ | 1. stoljeće pr. Kr. | 1. stoljeće | 2. stoljeće | ►
◄ | 0-ih | 10-ih | 20-ih | 30-ih | 40-ih | 50-ih | 60-ih | ►
◄◄ | ◄ | 34. | 35. | 36. | 37. | 38. | 39. | 40. | ► | ►►
Astronomija • Književnost • Kršćanstvo

## Smrti
- 16. ožujka – Tiberije, drugi Rimski car

## Vanjske poveznice
|  | Zajednički poslužitelj ima još gradiva o temi 37. |